# Gilles Christol
Pour les articles homonymes, voir Christol.
Gilles Christol (né en 1943) est un mathématicien français.
Travaillant principalement en analyse p-adique, il est notamment coauteur d'une caractérisation algébrique des suites automatiques.

## Biographies
Gilles Christol étudie à Paris, à l'École normale supérieure, et soutient en 1977 une thèse sous la direction de Charles Pisot intitulée « Limites uniformes p-adiques des fonctions algébriques ». Il est activement engagé dans le séminaire de théorie des nombres DPP de Hubert Delange, Georges Poitou und Charles Pisot. Avec Yvette Amice et Philippe Robba (de) il dirige à partir du milieu des années 1970 un groupe de travail d'analyse ultramétrique à l'Institut Henri-Poincaré. 
Gilles Christol est professeur (émérite) à l'institut de mathématiques de Jussieu.

## Travaux
Gilles Christol  travaille en analyse p-adique. Il est notamment l'auteur d'une caractérisation algébrique des suites automatiques. Il a contribué au développement de la théorie des équations différentielles p-adiques, à la suite de Robba et aussi en collaboration avec Zoghman Mebkhout. Il a contribué au développement d'algorithmes efficaces sur les séries algébriques en les transformant en problèmes sur les suites automatiques. Ces travaux ont ouvert une nouvelle technique pour l'étude des nombres transcendants.
- Gilles Christol et Philippe Robba, Equations differentielles p-adiques : Application aux sommes exponentielles, Paris, Hermann, coll. « Actualités Mathématiques », 1994, xii+236 (ISBN 2-7056-6231-6, MR 1411447, zbMATH an:0868.12006).
- Gilles Christol, Modules différentiels et équations différentielles p-adiques, Kingston, Ontario, Queen´s University, coll. « Queen's Papers in Pure and Applied Mathematics » (no 66), 1983, vi+218 (MR 772749, zbMATH an:0589.12020).
- Gilles Christol, « P-adic numbers and ultrametricity », dans Waldschmidt, Luck, Moussa, Itzykson (éditeurs), From Number Theory to Physics, Les Houches 1989, Springer Verlag, 1992, xiii+690 (ISBN 978-3-540-53342-9, DOI 10.1007/978-3-662-02838-4), p. 440-475.
- Gilles Christol, Teturo Kamae, Michel Mendès France et Gérard Rauzy, « Suites algébriques, automates et substitutions », Bulletin de la Société Mathématique de France, t. 108,‎ 1980, p. 401-419 (DOI 10.24033/bsmf.1926, MR 82e:10092, zbMATH 0472.10035, lire en ligne).
- Alin Bostan, Gilles Christol et Philippe Dumas, « Fast Computation of the Nth Term of an Algebraic Series over a Finite Prime Field », Proceeding ISSAC '16 (ACM  International Symposium on Symbolic and Algebraic Computation),‎ 2016, p. 119-126 (DOI 10.1145/2930889.2930904, arXiv 1602.00545)

Édition. Avec Christian Houzel et Roshdi Rashed il est éditeur et commentateur d'une réédition des travaux de théories des nombres de Pierre de Fermat d'après la traduction du latin de Paul Tannery :
- Roshdi Rashed, Christian Houzel et Gilles Christol (introduction et commentaires) (trad. du latin par Paul Tannery), Œuvres de Pierre Fermat : I : La théorie des nombres, Paris, Librairie scientifique et technique A. Blanchard, 1998, x+502 (ISBN 2-85367-209-3, SUDOC 045170428).

Livres d'enseignement. Gilles Christol est auteur et coauteur de plusieurs livres d'enseignement de niveau maîtrise, notamment 
- D. B. Parent[4] (préf. Charles Pisot), Exercices de théorie des nombres, Paris, Gauthier-Villars, 1978 (réimpression 1999), 307 p. (ISBN 978-2-87647-139-9, SUDOC 000226394).
- Gilles Christol, Anne Cot et Charles-Michel Marle, Topologie, Paris, Ellipses, 1997, vii+184 (ISBN 2-7298-5671-4).
- Gilles Christol, Anne Cot et Charles-Michel Marle, Calcul différentiel, Paris, Ellipses, 1997, vii+216 (ISBN 2-7298-6751-1).
- Gilles Christol, Philippe  Pilibossian et Sleiman Yammine, Algèbre I et II, Ellipses, 1995 et 1996, 128 et 160 p. (ISBN 978-2-7298-4508-7, 2-7298-9689-9 et 2-7298-4508-9).